# Сен-Жюльен-ан-Шансор
Сен-Жюлье́н-ан-Шансо́р (фр. Saint-Julien-en-Champsaur, окс. Sant Julian de Champsaur) — коммуна во Франции, находится в регионе Прованс — Альпы — Лазурный Берег. Департамент коммуны — Верхние Альпы. Входит в состав кантона Сен-Бонне-ан-Шансор. Округ коммуны — Гап.
Код INSEE коммуны — 05147.

## Население
Население коммуны на 2008 год составляло 302 человека.
| 1962 | 1968 | 1975 | 1982 | 1990 | 1999 | 2008 |
| ---- | ---- | ---- | ---- | ---- | ---- | ---- |
| 299  | 323  | 273  | 258  | 252  | 275  | 302  |

## Экономика
Основу экономики составляет сельское хозяйство, в частности животноводство (крупный рогатый скот и овцы). Развит зимний и летний туризм.
В 2007 году среди 165 человек в трудоспособном возрасте (15—64 лет) 128 были экономически активными, 37 — неактивными (показатель активности — 77,6 %, в 1999 году было 70,1 %). Из 128 активных работали 124 человека (63 мужчины и 61 женщина), безработных было 4 (1 мужчина и 3 женщины). Среди 37 неактивных 9 человек были учениками или студентами, 20 — пенсионерами, 8 были неактивными по другим причинам.